# あの日の夢を花たばにして
『あの日の夢を花たばにして』（あのひのゆめをはなたばにして）は、小室しげ子による日本の漫画作品。
『なかよし』（講談社）にて1977年8月号「あの日の夢を花たばにして～シリーズ愛の詩集2」に連載された。

## 書誌情報
- あの日の夢を花たばにして、初版発行日 1978年2月4日
  - ホリーの巻き毛は秋の色／ぼくの愛したマリエット／おはよう!さわやかくん／きょう一日のファンタジー（1978年1月号）